# لوسيل جورج ووت
لوسيل أندريا جورج ووت (بالهولندية: Lucille George-Wout)‏ (ولدت في سنة 1950) هي سياسية كوراساوية تشغل منصب حاكم كوراساو منذ 4 نوفمبر 2013.